# لاپیت‌ها

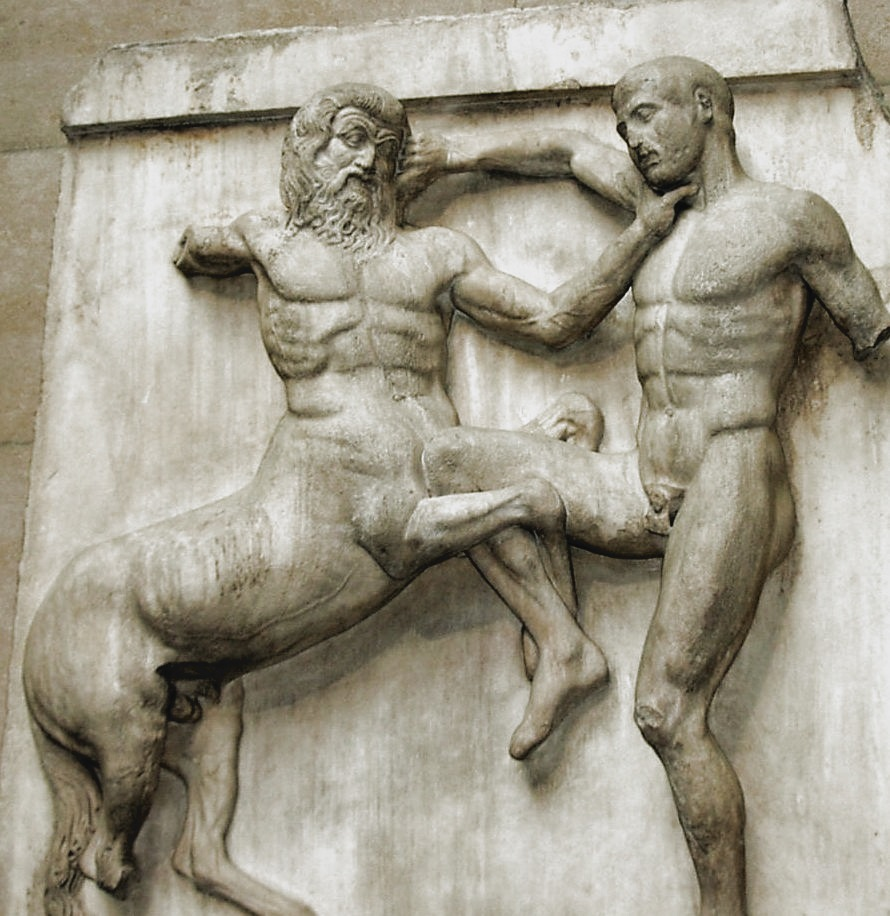
سنگ نگاره ای از لاپیت‌ها

لاپیت‌ها (به یونانی: Λαπίθαι) در اسطوره‌های یونان، از اقوام یونانی هستند.
آن‌ها در شمال تسالی می‌زیستند. در جنگ تروا به همراه چهل کشتی تحت فرمان پولوپویتس و لئونتئوس علیه تروا جنگیدند.